# Bootleggers d'Argancy
 (avril 2018).
Si vous disposez d'ouvrages ou d'articles de référence ou si vous connaissez des sites web de qualité traitant du thème abordé ici, merci de compléter l'article en donnant les références utiles à sa vérifiabilité et en les liant à la section « Notes et références ».
Pour les articles homonymes, voir Bootlegger.
Uniformes
Les Bootleggers d'Argancy est un club français de baseball fondé en 1989. Participant depuis ses débuts au Championnat Régional, la section baseball des Bootleggers s'impose au fil des années comme l'équipe de référence en Lorraine. De 2006 à 2012, les Bootleggers dominent les compétitions locales avec 8 titres de Champions de Lorraine. En 2013, l'équipe fanion des Boots accède au Championnat de France de baseball Nationale 1. Les matches à domicile sont disputés au Boot's Field dans la Commune d'Argancy. L'équipe de réserve évolue dans le Championnat Grand-Est regroupant l'Alsace, la Lorraine et la Champagne-Ardenne.

## Présentation du club
Les Bootleggers pratiquent le baseball dans un cadre verdoyant sur les bords de la Moselle au terrain de Baseball du complexe sportif d'Argancy. Situé aux portes de Metz, Argancy offre un cadre unique pour la pratique du baseball.
Depuis 1989 les Bootleggers animent le paysage du baseball lorrain. Le club a toujours veillé à maintenir en son sein une tradition d’échanges culturels et de cosmopolitisme et de développer une tradition de convivialité et d’esprit sportif . Grâce à la volonté des joueurs et de la commune, le village d'Argancy a été le premier village de France à posséder un terrain de baseball homologué aux normes européennes. Tous ces projets n'auraient pu aboutir sans la participation de la Commune d'Argancy et du Conseil Général de Moselle qui vibre au rythme du baseball.

## Histoire

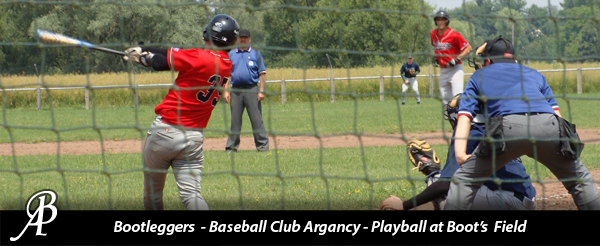
Bootleggers - Baseball Club Argancy - Playball at Boot's Field

Le club est fondé en 1989 par Stéphane Buczkowski, Georges Zannol, Pascal Mangeat, Philippe Nachon et plusieurs joueurs d'Argancy, sous le nom de Bootleggers.

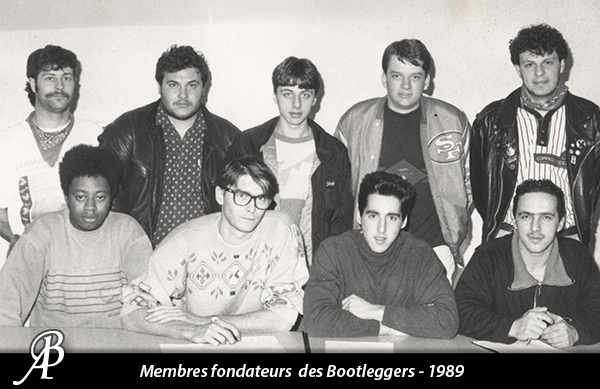
Les membres fondateurs des Bootleggers Club de Baseball d'Argancy

Depuis ses débuts le club participe aux compétitions régionales en Lorraine. Les premières années le club s'entraine sur des terrains improvisés à Mondelange et Hauconcourt. De résultats plutôt confidentiels pendant les premières années, le club se structure et monte peu à peu en compétence pour se faire respecter comme une force vive des clubs Lorrains.
En 1997 est inauguré le premier terrain de baseball aux normes internationales dans une commune française. En 2001, le club accueille la Coupe d'Europe des clubs Champions organisé en Lorraine cette même année. Après la déconfiture de la Ligue de Lorraine de Baseball de 2005, le club retrousse ses manches et décide de lui-même d'offrir du temps de jeu à son équipe. Jérôme Reymond, figure emblématique du club, motive les troupes de son comité pour construire un projet de conquête et d'accueil. L'objectif étant de devenir la force vive des clubs Lorrains en voie d'extinction pour rebâtir un championnat. À l'initiative des Bootleggers dès 2006, un Championnat SAR-LOR-LUX est validé par la ligue de Lorraine, qui sera la formule pour deux championnats entre 2007 et 2008.
C'est le début de l'ascension  fulgurante de ce petit village gaulois de 1 300 habitants. Le club participe à deux nombreux tournois en France et en Allemagne. C'est avec force et conviction que le comité s’attèle à plusieurs chantiers sur plusieurs années: La réfection du backstop, la construction d'un tunnel de frappe, la réfection du bullpen, et la construction du Boozecan (clubhouse), à la force des petits bras de chacun en parallèle des activités sportives. L'absence de championnat en Lorraine pousse le club à intégrer un championnat, plusieurs pistes sont étudiées et les Bootleggers intègreront finalement le championnat très relevé du Nord Pas de Calais. Avec les tournois cette année comptera pas moins de 52 match cette saison. L'expérience porteras ses fruits puisque le club participera au championnat de Nationale 2 en 2009, 2010, 2011, 2012.
En 2013, le club participe pour la première fois de son histoire au Championnat de France de baseball Nationale 1, et réussit à se maintenir à l'issue de la saison. L'équipe 2, composée notamment de débutants et de joueurs moins expérimentés, finit quant à elle à la troisième place du championnat Grand Est (Régionale 2).
L'année 2014 voit les Boots accéder aux play-offs de Nationale 1 après une très belle phase régulière (deuxième de poule derrière le PUC de Paris), mais se feront éliminer dès le premier tour par la redoutable réserve des Huskies de Rouen.
À l'approche de la saison 2015 (qui verra notamment le retour du derby contre les Cometz de Metz en Nationale 1), les Bootleggers ont dépassé le cap des 100 licenciés. Le club possède ainsi deux équipes seniors, une équipe softball mixte ainsi que deux équipes de jeunes (12U et 15U).

## Palmarès
- 2e en saison régulière de Nationale 1 en 2014, éliminé au premier tour des play-offs
- 1/4 de finalistes de la Nationale 2 en 2012, montée en Nationale 1
- Champions de la Ligue de lorraine de baseball en 2012
- 1/4 de finalistes de la Nationale 2 en 2011
- Champions de la Ligue de lorraine de baseball en 2011
- 1/4 de finalistes de la Nationale 2 en 2010
- Champions de la Ligue de lorraine de baseball en 2010
- 1/4 de finalistes de la Nationale 2 en 2009
- Champions de la Ligue de lorraine de baseball en 2009
- Vice-champions de la Ligue du Nord-Pas-de-Calais de baseball, softball et cricket en 2009
- 4e du tournoi de Zoetermeer (Pays-Bas) en 2009
- 11e du tournoi de Attnang-Puchheim - Finkstonball (Autriche) en 2009
- Champions de la Ligue de lorraine de baseball en 2008
- Champions de la Ligue de lorraine de baseball en 2007
- Champion de la ligue SAR-LOR-LUX Séniors en 2008
- Champion de la ligue SAR-LOR-LUX Séniors en 2007
- Vainqueurs du tournoi de Dormagen (Allemagne) en 2006
- 3e du tournoi de Fenay en 2006

## L'uniforme des Bootleggers
Bien qu'à l'origine l'uniforme et le logo des Bootleggers étaient dans les tons bleus, pour rappeler la teinte des costumes des trafiquants d'alcool, l'uniforme actuel procède d'un symbolique qui s'y ajoute. L'uniforme des Bootleggers, signe un idéal, une histoire et une identité forte. Les Boot's c'est Root's : gardons à l’esprit que le rôle de l’uniforme des Bootleggers est d’annoncer la couleur. Le cri de guerre des Bootleggers, qui célèbre chaque moments fort d'une partie définit clairement l'état d'esprit : "La mort ou la tounga...La Tounga", un esprit vif et agressif pour vaincre. L'univers des Bootleggers est profondément ancré dans ses racines, c'est toute la force de ce club, c'est toute la force de l'uniforme.

## Le terrain des Bootleggers
Le terrain des Bootleggers est situé sur le complexe sportif de la commune d'Argancy.
Situé à deux pas de Metz, le complexe verdoyant affleure la Moselle : c'est dans ce cadre idyllique qu'a été construit le terrain de baseball des Bootleggers en 1996. Argancy est la plus petite commune de France à accueillir en son sein un terrain de baseball aux normes internationales. Le terrain fut bâti pour accueillir la Coupe d'Europe des Clubs qui se déroula en 1997 sur les terres lorraines. À l'issue de la saison 2013, la pelouse est entièrement refaite à neuf.

## L'entrainement de baseball des Bootleggers
Le staff technique s'implique dans la préparation physique des joueurs tout au long de l'année et les entrainements en extérieurs se déroulent sur le terrain de baseball des Bootleggers, selon les horaires suivants :

### Baseball senior
- Le mercredi à partir de 17h30 et le samedi à partir de 14h00.

### Baseball Kids
- le samedi matin de 10h à 12h

### Softball
- Sénior mixte, le samedi matin de 10h à 12h.